# Middelste agaathoren
De middelste agaathoren (Cochlicopa repentina) is een slakkensoort uit de familie van de Cochlicopidae. De wetenschappelijke naam van de soort is voor het eerst geldig gepubliceerd in 1960 door Hudec.